# Faaa
Faaa (en tahitiano Fa'a'ā) es una comuna francesa situada en la subdivisión de Islas de Barlovento, que forma parte de la colectividad de ultramar de Polinesia Francesa.

## Composición
La comuna comprende una fracción de la isla de Tahití y uno de sus motus:
| Fracción de la isla de Tahití | Población (2012) | Superficie (km²) | Densidad (hab/km²) |
| ----------------------------- | ---------------- | ---------------- | ------------------ |
| Faaa                          | 29719            | 34               | 874                |
| Islote                        | Población (2012) | Superficie (km²) | Densidad (hab/km²) |
| Tahiri Motu                   | -                | -                | -                  |

## Demografía
| Gráfica de evolución demográfica de Faaa entre 1971 y 2012 |
|                                                            |

Fuente: Insee

## Clima
| Parámetros climáticos promedio de Faaa (1981-2010) | Parámetros climáticos promedio de Faaa (1981-2010) | Parámetros climáticos promedio de Faaa (1981-2010) | Parámetros climáticos promedio de Faaa (1981-2010) | Parámetros climáticos promedio de Faaa (1981-2010) | Parámetros climáticos promedio de Faaa (1981-2010) | Parámetros climáticos promedio de Faaa (1981-2010) | Parámetros climáticos promedio de Faaa (1981-2010) | Parámetros climáticos promedio de Faaa (1981-2010) | Parámetros climáticos promedio de Faaa (1981-2010) | Parámetros climáticos promedio de Faaa (1981-2010) | Parámetros climáticos promedio de Faaa (1981-2010) | Parámetros climáticos promedio de Faaa (1981-2010) | Parámetros climáticos promedio de Faaa (1981-2010) |
| Mes                                                | Ene.                                               | Feb.                                               | Mar.                                               | Abr.                                               | May.                                               | Jun.                                               | Jul.                                               | Ago.                                               | Sep.                                               | Oct.                                               | Nov.                                               | Dic.                                               | Anual                                              |
| -------------------------------------------------- | -------------------------------------------------- | -------------------------------------------------- | -------------------------------------------------- | -------------------------------------------------- | -------------------------------------------------- | -------------------------------------------------- | -------------------------------------------------- | -------------------------------------------------- | -------------------------------------------------- | -------------------------------------------------- | -------------------------------------------------- | -------------------------------------------------- | -------------------------------------------------- |
| Temp. máx. abs. (°C)                               | 34.1                                               | 34.5                                               | 34.5                                               | 34.5                                               | 33.3                                               | 32.7                                               | 31.9                                               | 31.5                                               | 31.7                                               | 32.4                                               | 33.9                                               | 33.2                                               | 34.5                                               |
| Temp. máx. media (°C)                              | 31.0                                               | 31.1                                               | 31.5                                               | 31.2                                               | 30.4                                               | 29.5                                               | 29.0                                               | 28.9                                               | 29.3                                               | 29.7                                               | 30.3                                               | 30.4                                               | 30.2                                               |
| Temp. media (°C)                                   | 27.6                                               | 27.7                                               | 27.9                                               | 27.7                                               | 26.8                                               | 25.9                                               | 25.3                                               | 25.2                                               | 25.7                                               | 26.2                                               | 26.8                                               | 27.2                                               | 26.7                                               |
| Temp. mín. media (°C)                              | 24.2                                               | 24.3                                               | 24.4                                               | 24.1                                               | 23.2                                               | 22.2                                               | 21.6                                               | 21.5                                               | 22.0                                               | 22.7                                               | 23.4                                               | 23.9                                               | 23.1                                               |
| Temp. mín. abs. (°C)                               | 19.4                                               | 18.9                                               | 20.5                                               | 19.2                                               | 18.8                                               | 15.9                                               | 16.3                                               | 14.9                                               | 15.8                                               | 15.8                                               | 18.1                                               | 19.5                                               | 14.9                                               |
| Precipitación total (mm)                           | 253.7                                              | 209.9                                              | 195.2                                              | 111.4                                              | 117.4                                              | 72.7                                               | 61.9                                               | 52.1                                               | 58.8                                               | 101.5                                              | 125.4                                              | 327.7                                              | 1687.7                                             |
| Días de precipitaciones (≥ 1 mm)                   | 12.87                                              | 11.87                                              | 9.77                                               | 8.00                                               | 7.80                                               | 5.57                                               | 5.10                                               | 4.70                                               | 4.57                                               | 7.07                                               | 8.80                                               | 13.97                                              | 100.09                                             |
| Horas de sol                                       | 211.0                                              | 186.4                                              | 226.8                                              | 229.7                                              | 222.3                                              | 221.9                                              | 235.2                                              | 242.5                                              | 231.4                                              | 238.1                                              | 222.8                                              | 199.4                                              | 2667.5                                             |
| Fuente: Meteo France                               |                                                    |                                                    |                                                    |                                                    |                                                    |                                                    |                                                    |                                                    |                                                    |                                                    |                                                    |                                                    |                                                    |